# Sphenacodon
Sphenacodon (що означає клинувато загострений зуб) — це вимерлий рід синапсидів, який жив приблизно від 300 до 280 мільйонів років тому під час пізнього карбону та ранньо-пермського періоду. Як і близькоспоріднений диметродон, сфенакодон був м'ясоїдним представником родини Sphenacodontidae. Проте сфенакодон мав низький гребінь уздовж спини, утворений із лопатевих кісток на хребцях (нейральних шипів) замість високого спинного вітрила, знайденого у диметродона. Скам'янілості Sphenakodon відомі в Нью-Мексико та на кордоні Юта-Аризона в Північній Америці.
Наразі дослідники визнають два види: Sphenacodon ferox (типовий вид) і Sphenacodon ferocior. Sphenacodon ferocior може бути на 40% більшим за загальним розміром (приблизно 3 м завдовжки) порівняно з Sphenakodon ferox (приблизно 2 м). Крім того, спинні шипи у Sphenacodon ferocior пропорційно на 45% вищі, ніж у Sphenacodon ferox. Нещодавнє відкриття майже повного черепа Sphenacodon ferox допомогло прояснити інші відмінності між цими двома видами, зокрема кількість зубів у певних частинах щелеп і розмір виїмки між верхньощелепною та передщелепною кістками у верхній щелепі. Два види зустрічаються разом у деяких формаціях, але Sphenakodon ferox, очевидно, вижив пізніше в ранній пермі.
Сфенакодон і диметродон, як правило, були знайдені в різних географічних областях, які були розділені стародавнім морським шляхом Уеко, який проникав через екваторіальну Пангею під час ранньої пермі та «охоплював більшу частину південного Нью-Мексико та частини Західного Техасу». Сфенакодон відомий на заході в Нью-Мексико, Аризоні та Юті, а диметродон відомий переважно на сході в Техасі та Оклахомі в більш дельтових середовищах. Однак вид Dimetrodon occidentalis зустрічається в Нью-Мексико. Кожен рід був би головним наземним хижаком у своєму регіоні та, ймовірно, полював на амфібій, діадектид і ранніх синапсидів і діапсидів. Здається, сфенакодон вимер раніше приблизно 280 мільйонів років тому під час Вольфкампійської епохи. Рід диметродон існував приблизно 270 мільйонів років тому. Такі великі сфенакодонтидні хижаки пізніше були замінені терапсидами, групою синапсидів, яка включає прямих предків ссавців.

## Галерея

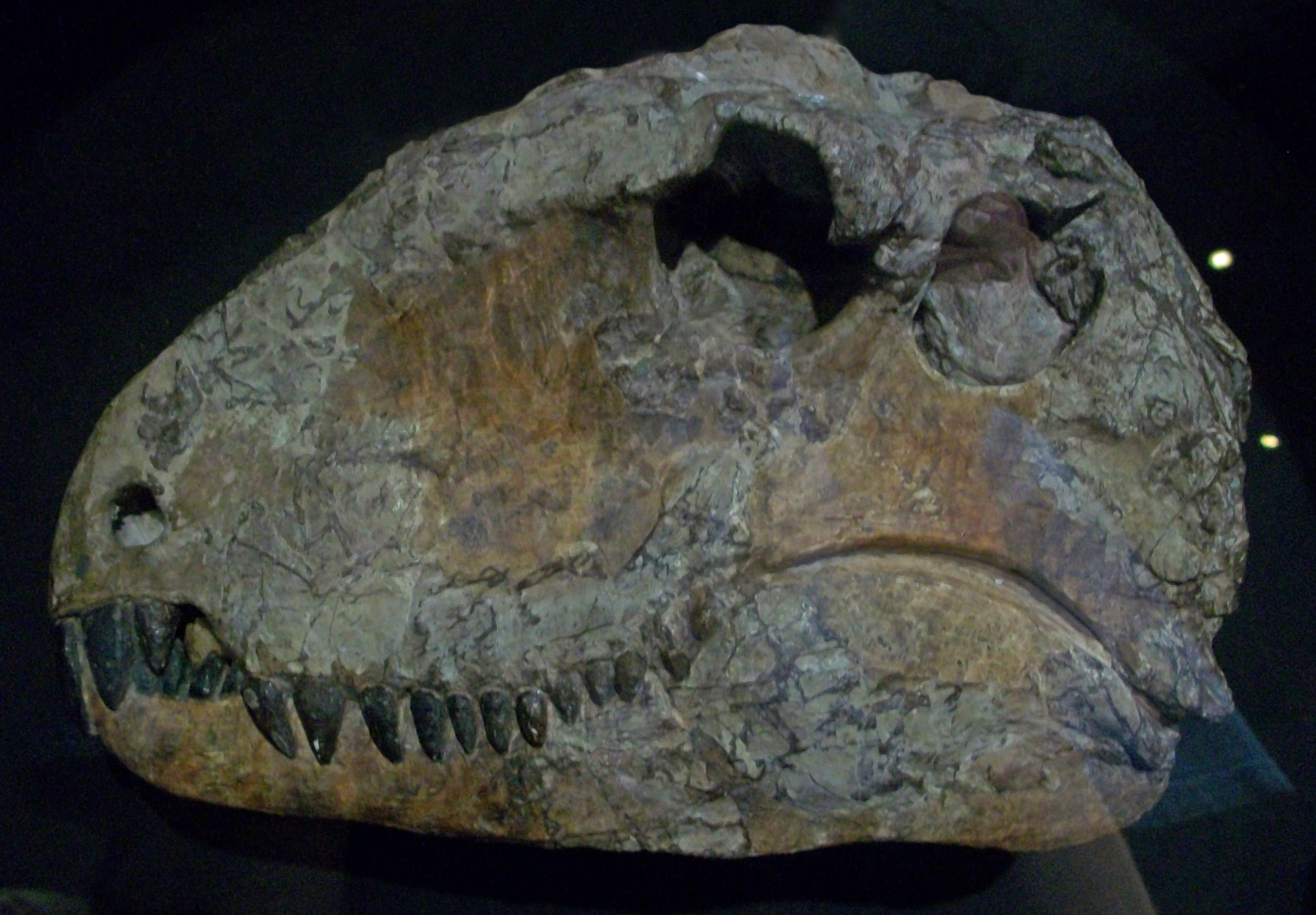
Сильно відреставрований череп S. ferox у Польовому музеї
Порівняння розмірів
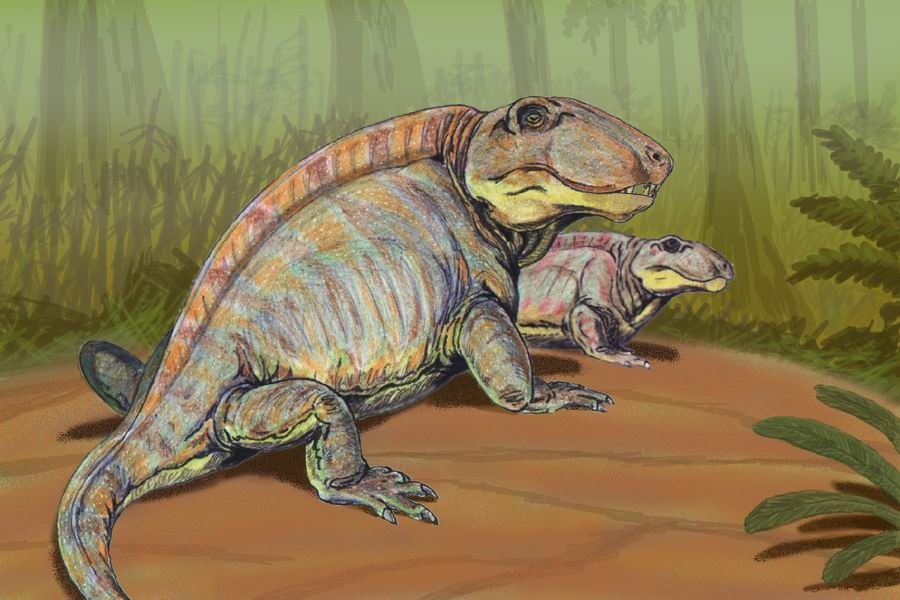
Реставрація двох екземплярів